# Sympherobius gratiosus
Sympherobius gratiosus is een insect uit de familie van de bruine gaasvliegen (Hemerobiidae), die tot de orde netvleugeligen (Neuroptera) behoort. 
Sympherobius gratiosus is voor het eerst wetenschappelijk beschreven door Navás in 1908.